# Howraghat
Howraghat é uma cidade e uma town area committee no distrito de Karbi Anglong, no estado indiano de Assam.

## Demografia
Segundo o censo de 2001, Howraghat tinha uma população de 4659 habitantes. Os indivíduos do sexo masculino constituem 58% da população e os do sexo feminino 42%. Howraghat tem uma taxa de literacia de 80%, superior à média nacional de 59,5%: a literacia no sexo masculino é de 85% e no sexo feminino é de 73%. Em Howraghat, 11% da população está abaixo dos 6 anos de idade.